# Dendrotriton bromeliacius
Dendrotriton bromeliacius är en groddjursart som först beskrevs av Schmidt 1936.  Dendrotriton bromeliacius ingår i släktet Dendrotriton och familjen lunglösa salamandrar. IUCN kategoriserar arten globalt som akut hotad. Inga underarter finns listade i Catalogue of Life.